# Actaletes neptuni
Actaletes neptuni is een springstaartensoort uit de familie van de Actaletidae. De wetenschappelijke naam van de soort is voor het eerst geldig gepubliceerd in 1889 door Giard.